# マリーア・テレサ・カスティーリョ
マリーア・テレサ・カスティーリョ（スペイン語: María Teresa Castillo, 1908年10月15日 - 2012年6月22日）は、ベネズエラのジャーナリスト・政治家・政治活動家・人権活動家・文化実業家。

## 経歴

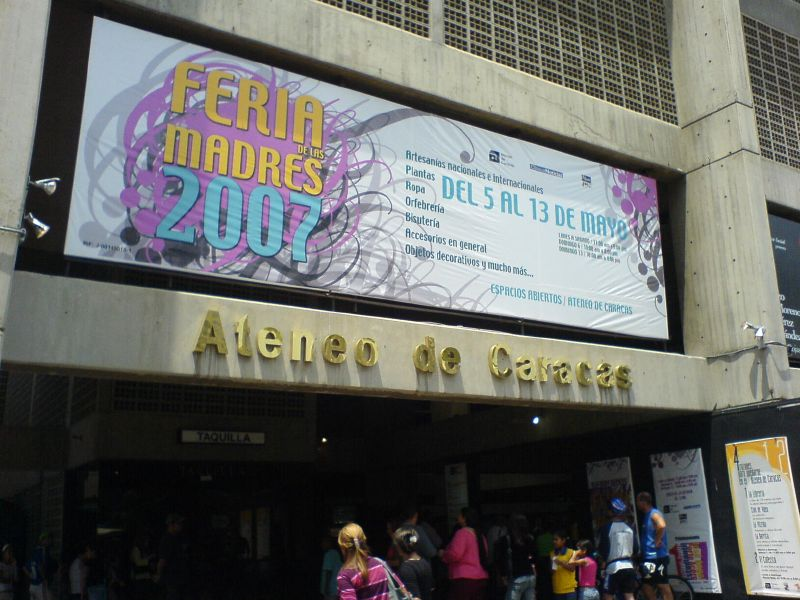
カラカス芸術振興会の外観

1908年10月15日、ベネズエラのミランダ州クーアにある「バグレ」という農園に生まれた。ベネズエラ中央大学の社会コミュニケーション学部を卒業した。1934年にはアメリカのニューヨークに移住し、お針子として工場で働いた。カスティーリョ自身はアメリカに滞在し続けたかったが、革命家というレッテルを貼られたために彼女の努力は無駄になった。
1946年、ベネズエラ人ジャーナリストのミゲル・オテーロ・シルバと結婚した。夫妻は1男1女を儲けており、息子のミゲル・エンリケ・オテーロはエル・ナシオナル紙の編集者である。
カラカスの芸術を奨励するための文化機関であるカラカス芸術振興会の創設者であり、1958年から2012年に死去するまでカラカス芸術振興会の会長を務めた。カスティーリョは人権活動家でもあり、1978年のアムネスティ・インターナショナルベネズエラ支部の創設に中心的な役割を果たした。
1989年にはベネズエラ国会下院（1999年以前のベネズエラ国会は二院制）議員となった。国会議員在職中には文化委員会の初代委員長を務め、地域開発委員会のメンバーでもあった。
2012年6月22日、103歳の時にカラカスで死去した。スペインのカタルーニャ州タラゴナ県サロウには、カスティーリョを称えて名付けられたマリーア・カスティーリョ通りがある。